# Susi Kertes
Susi Kertes, eigentlich Suzanne Kertész, (* 17. Dezember 1914 in Győr; † 4. Juli 1948 in Hinwil) war eine ungarische Schauspielerin, die in der Schweiz wirkte.

## Leben
Susi Kertes erlernte ihren Beruf 1934 im Wiener Max Reinhardt Seminar und wurde für die Saison 1935 als Gast am Schauspielhaus Zürich engagiert. Zur Saison 1936 wurde sie in das Ensemble des Hauses aufgenommen. Unter der Regie von Leopold Lindtberg spielte sie im Clavigo die Marie Beaumarchais, im Fiesco die Leonore, im Hamlet die Ophelia und im Arthur Aronymus und seine Väter Arthurs Schwester Fanny. 
Ab 1937 trat sie am Städtebundtheater Biel-Solothurn im Geizigen als die Mariane sowie unter der Regie von Harald Tauber in Victorien Sardous und Émile de Najacs Cyprienne in der Titelrolle auf.
Von 1940 bis 1946 wirkte Susi Kertes am Stadttheater Luzern – spielte die Julia in Romeo und Julia, die Doña Angela in der Dame Kobold, die Julie in Liliom, die Elmire im Tartuffe, die Angela Borgia in Werner Johannes Guggenheims Stück nach C. F. Meyers Novelle aus dem Jahr 1891, die  Solvejg im Peer Gynt, die Leonore von Este im Tasso, die Lady Windermere im Fächer, die Johanna in der Jungfrau von Orleans, die Titelrolle in Maria Stuart, die Beatrice in der Braut von Messina, die Elisabeth von Valois im Don Carlos, die Luise in Kabale und Liebe und die Amalia von Edelreich in den Räubern.
Daneben war sie ab 1942 Stammgast bei Markus Breitner im Sommertheater Winterthur und spielte 1945 im Stadttheater Chur die Salome. 1947 trat sie mit Attila Hörbiger und Paula Wessely in Juliane Kays Bühnenstück Vagabunden auf.
1943 hatten Susi Kertes und Harald Tauber geheiratet. Das Ehepaar kam bei einem Autounfall ums Leben.